# Розамонд (Калифорнија)
Розамонд (енгл. Rosamond) насељено је место без административног статуса у америчкој савезној држави Калифорнија.

## Демографија
По попису из 2010. године број становника је 18.150, што је 3.801 (26,5%) становника више него 2000. године.
| Група             | 2000.         | 2010.         |
| Белци             | 8.695 (60,6%) | 8.993 (49,5%) |
| Афроамериканци    | 950 (6,6%)    | 1.476 (8,1%)  |
| Азијати           | 432 (3,0%)    | 658 (3,6%)    |
| Хиспаноамериканци | 3.684 (25,7%) | 6.230 (34,3%) |
| Укупно            | 14.349        | 18.150        |